# زيفينار
زيفينار Zevenaar  هي مدينة وبلدية بمقاطعة خيلدرلند، هولندا.

## طوبوغرافيا
خريطة طوبوغرافية هولندية لبلدية زيفينار، سبتمبر 2014، (تقرأ بعد ثلاث نقرات على الخريطة)

## معرض صور

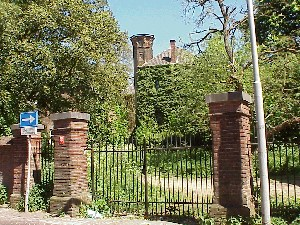
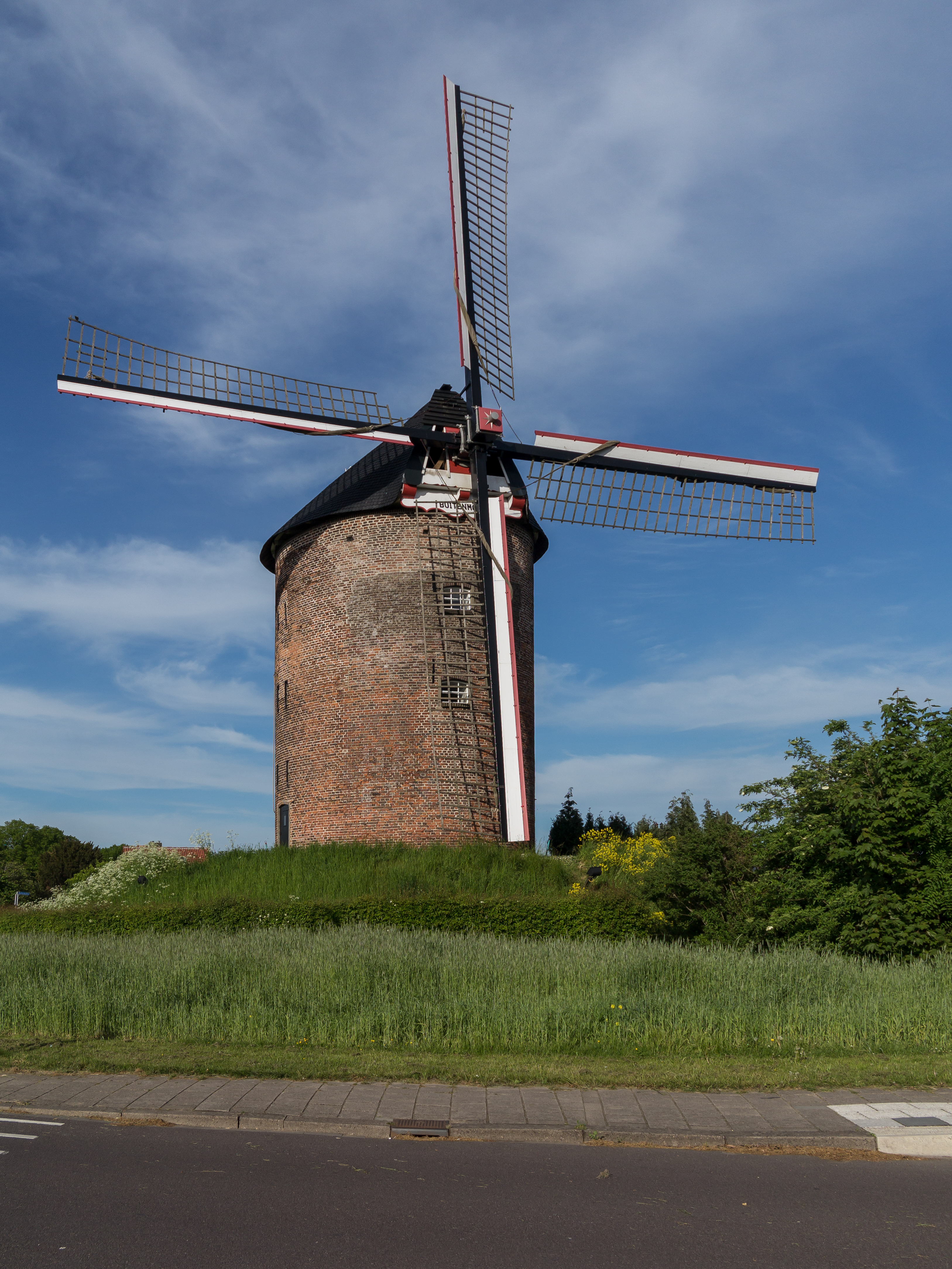
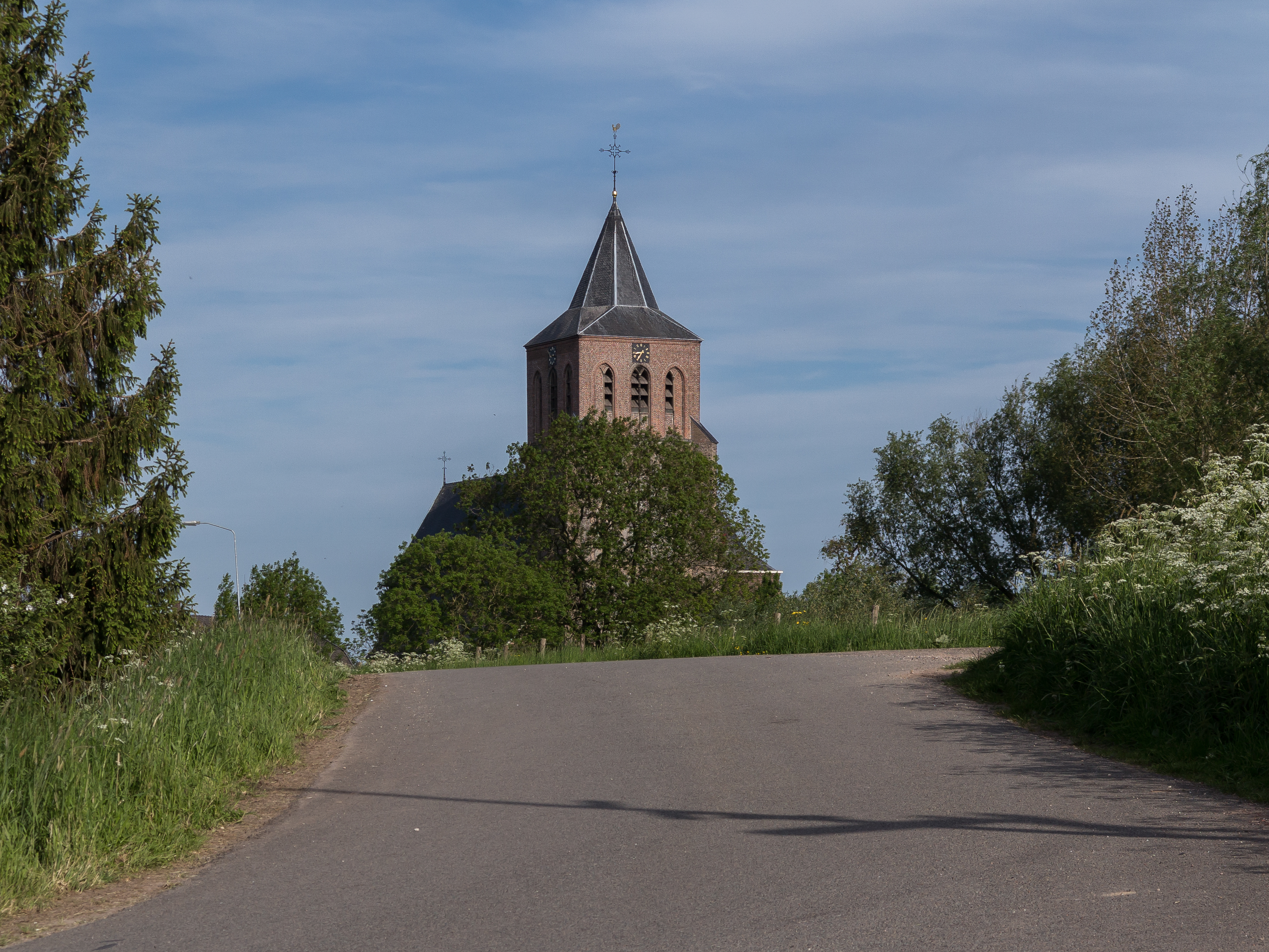

## توأمة
لزيفينار اتفاقيات توأمة مع كل من:
- فايلبورغ
- Mátészalka [الإنجليزية]‏
- تورتونا
- بريفاس

## أعلام
- إروين مولدر
- ويسلي كولهوف
- روجير فينسترا
- نيك أوودينداج